# Jérica
Jérica è un comune spagnolo di 1 561 abitanti situato nella comunità autonoma Valenciana.